# Sowjetischer Eishockeypokal 1989
Die Saison 1989 war die 21. und letzte Austragung des sowjetischen Eishockeypokals. Im Gegensatz zu den anderen Austragungen wurde der Wettbewerb 1989 als reiner Ligapokal ausgetragen. Damit waren ausschließlich Mannschaften der Wysschaja Liga teilnahmeberechtigt, in diesem Fall nur die 10 besten Mannschaften. Pokalsieger wurde zum dritten Mal Krylja Sowetow Moskau. Bester Torschütze des Turniers war Dmytro Chrystytsch von Sokol Kiew mit zehn Toren.

## Vorrunde
Dynamo Moskau, Krylja Sowetow Moskau, ZSKA Moskau und Chimik Woskressensk erhielten aufgrund ihrer Platzierung in der Wysschaja Liga ein Freilos für die Vorrunde bzw. für das Viertelfinale. Die Mannschaften auf den Plätzen 6 bis 10 spielten eine Einfachrunde mit Hin- und Rückspiel, also 10 Spielen pro Mannschaft. Die beiden Erstplatzierten qualifizierten sich für das Pokal-Viertelfinale.
|    | Klub                    | Sp | S | U | N | T  | GT | Punkte |
| -- | ----------------------- | -- | - | - | - | -- | -- | ------ |
| 1. | Sokol Kiew              | 10 | 6 | 1 | 3 | 46 | 40 | 13     |
| 2. | Awtomobilist Swerdlowsk | 10 | 6 | 0 | 4 | 49 | 29 | 12     |
| 3. | Traktor Tscheljabinsk   | 10 | 5 | 0 | 5 | 28 | 25 | 10     |
| 4. | Dinamo Riga             | 10 | 3 | 3 | 4 | 28 | 34 | 9      |
| 5. | SKA Leningrad           | 10 | 4 | 1 | 5 | 27 | 37 | 9      |
| 6. | Spartak Moskau          | 10 | 3 | 1 | 6 | 31 | 44 | 7      |

Sp = Spiele, S = Siege, U = Unentschieden, N = Niederlagen

## K.o.-Runde

### Viertelfinale
- Sokol Kiew – Dynamo Moskau 1:2 (4:5, 5:3, 5:9)
- Awtomobilist Swerdlowsk – Krylja Sowetow Moskau 1:2 (6:3, 5:6, 6:9)

### Halbfinale
- Dynamo Moskau – ZSKA Moskau 2:0 (3:2, 4:3)
- Krylja Sowetow Moskau – Chimik Woskressensk 2:0 (6:4, 2:1 n. V.)

### Finale
|  | Krylja Sowetow Moskau W. Gordijuk J. Chmyljow Igor Rasko A. Koschewnikow | 4:2 (1:0, 1:2, 2:0) | Dynamo Moskau A. Schamnow A. Semak | Moskau |

|  | Krylja Sowetow Moskau Igor Jesmantowitsch Sergei Charin A. Koschewnikow | 4:1 (0:1, 3:0, 1:0) | Dynamo Moskau A. Schamnow | Moskau |

## Pokalsieger
| Pokalsieger Krylja Sowetow Moskau | Torhüter: Oleg Bratasch Verteidiger: Waleri Bondarew, Konstantin Kuraschow, Alexandr Lyssenko, Dmitri Mironow, Sergei Mokarow, Andrei Smirnow, Juri Strachow Angreifer: Iwan Awdejew, Sergei Charin, Juri Chmyljow, Wiktor Gordijuk, Igor Jesmantowitsch, Alexander Koschewnikow, Sergei Nemtschinow, Sergei Odinzow, Michail Panin, Andrei Potaitschuk, Igor Rasko, Sergei Solotow Trainerstab: Igor Dmitrijew, Juri Lebedew, Sergei Kotow |